# Raïon de Bolchoïe Ignatovo
Le raïon de Bolchoïe Ignatovo (en russe : Большеигна́товский райо́н, en erzya : Покш Игнадбуе, Pokš Ignadbuje, en moksha : Оцю Игнатовань аймак, Otsü Ignatovań ajmak) est un raïon de la république de Mordovie, en Russie.

## Géographie
D'une superficie de 834,2 km2, le raïon de Bolchoïe Ignatovo est situé au nord-est de la république de Mordovie.
Il s'étend sur 68 km du nord au sud, et sur 42 km d'ouest en est.
Le raïon de Bolchoïe Ignatovo est bordé au sud-est par le raïon d'Ardatov, au sud par le raïon d'Itchalkov et à l'ouest, au nord et au nord-est par l'oblast de Nijni Novgorod.
Le raïon est situé dans la zone de steppe forestière.
Les rivières les plus importantes sont la Piana, la Barakhmanka, la Menia et la Salia.

## Économie
La principale activité économique du raïon est l'agriculture, spécialisée dans la production de céréales, d'élevage de bovins et de production de lait.
Le village de Bolchoïe Ignatovo abrite une entreprise industrielle.

## Démographie
La population du raïon de Bolchoïe Ignatovo a évolué comme suit:
| 1970   | 1979   | 1989   | 2002  | 2009  |
| ------ | ------ | ------ | ----- | ----- |
| 14 600 | 12 084 | 10 715 | 9 483 | 8 601 |

| 2011  | 2015  | 2020  | - | - |
| ----- | ----- | ----- | - | - |
| 8 233 | 7 463 | 6 540 | - | - |

## Galerie

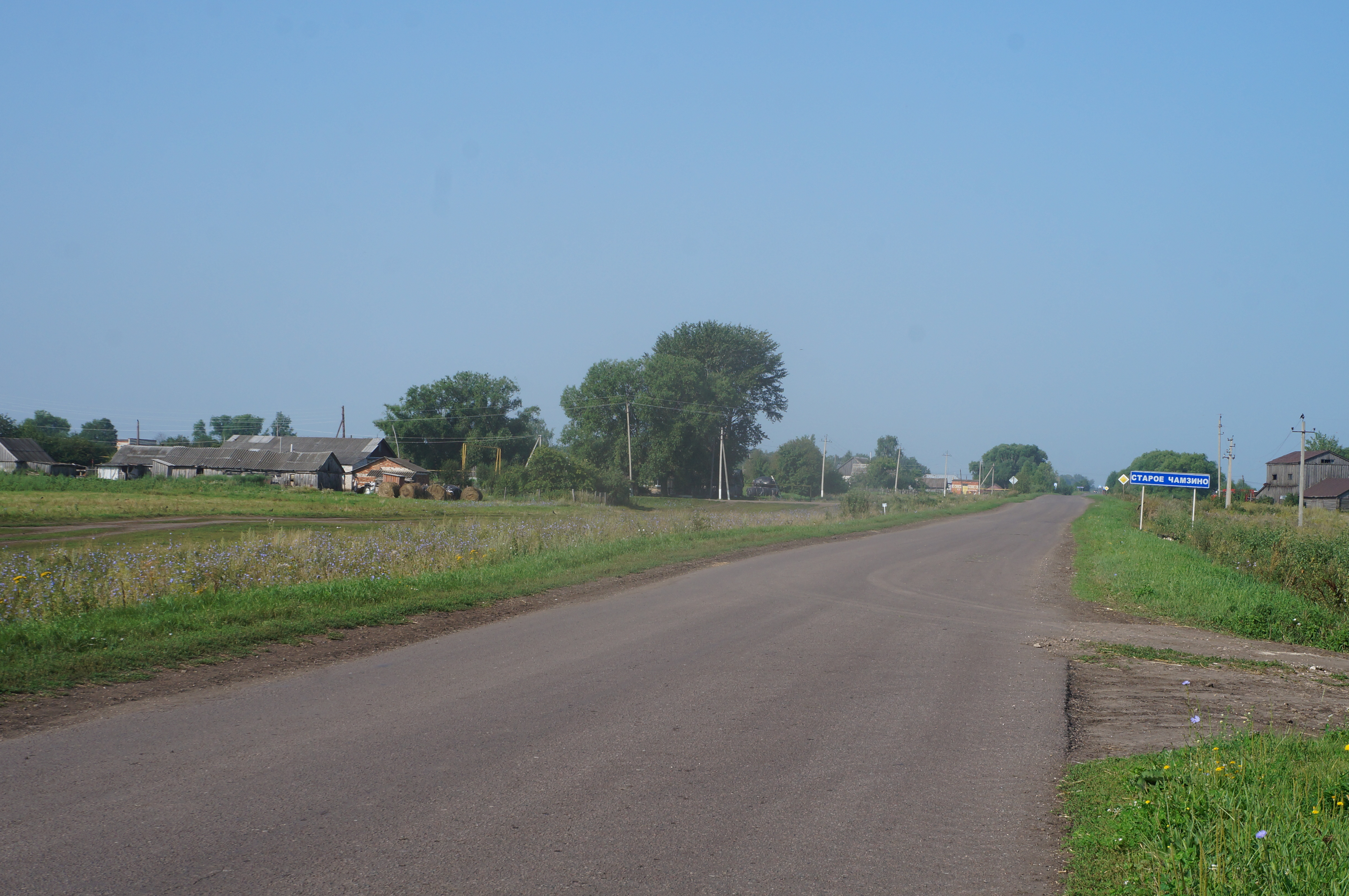
Village de Staroïe Tchamzino.
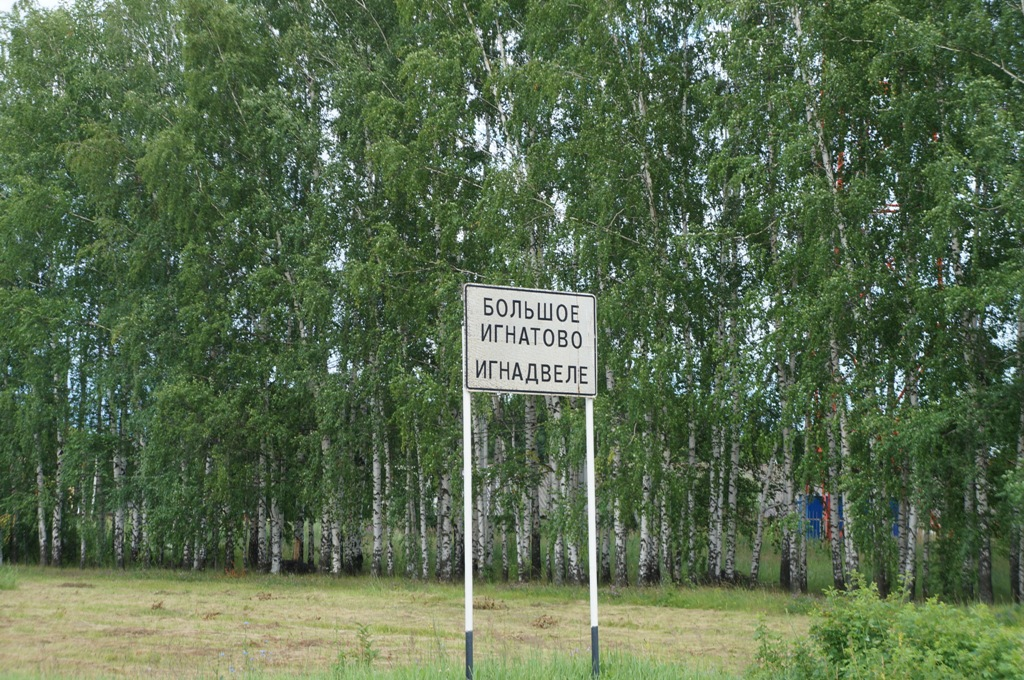
Panneau routier en russe et erzya signalant le village de Bolchoïe Ignatovo.